# Bahía de Baler
Bahía de Baler  Es una bahía en la parte noreste de la isla de Luzón, Filipinas. [1] Se trata de una extensión del mar de Filipinas y limita con cuatro municipios de la provincia de Aurora.
Desde mediados de septiembre hasta principios de marzo la bahía de Baler es conocida por sus excelentes condiciones de surf. La película "Apocalypse Now", que fue filmada en 1976, introdujo el deporte a la zona, y su equipo de producción, incluso dejó atrás varias tablas de surf para que los locales las utilizaran. Desde 1997, la bahía ha sido la sede de la Copa anual de Surf de Aurora. Durante los otros meses del año, es ideal para el snorkeling, el windsurf y el buceo.